# Римски стадион (площад в Пловдив)
Площад „Римски стадион“ в Пловдив е известен с името „Джумаята“, което никога не е било негово официално наименование. Предишните му имена са „Айнал мегдан“ (Лунен площад), „Александър Стамболийски“, „Княз Борис“ и „19 ноември“. Победата при Сливница e на 19 ноември 1885 г. ключова дата в българската история, но съседната Джумая джамия е винаги била ориентир на пловдивчани и налага неофициално името си. Думата „джумая“ в арабския език означава петък или празник. Централното му място определя площада като „пъпа“ на Пловдив.

## История
Първите археологически разкрития на площада датират от 1923 г. Тогава са намерени амфитеатралните редове седалки.
На площада се пресичат седем улици. Тук е била първата пиаца на файтони, след това тук се събирали и първите таксита. През 1950-те години през площада са минавали все повече модерни превозни средства, а каруците намалявали. Движението станало интензивно и градските власти решили да сложат регулировчици. През площада са минавали първите автобусни линии, а след това и първите в Пловдив тролейбуси. Спирките на отделните автобуси са били обозначавани с месингови цифри, занитени в бордюра.
През 1977 на площада е реализиран проектът на арх. Люба Велчева за експониране на разкритата част от Античния стадион и се провежда първата консервация от арх. Вера Коларова. На античното ниво е разположено кафе с тераса, отворена към стадиона.

През 1980 г. Пловдив е включен в трасето на олимпийския огън от планината Олимп до столицата на Летни олимпийски игри – Москва. Олимпийският огън е престоял цяла нощ на площада. Скоро след това е поставена паметна плоча с логото на олимпиадата.
От 2012 г. площадът носи името „Римски стадион".
Градинката до площада е любимо място на пловдивчани за срещи.

## Галерия
- площад „Римски стадион”
- Площадът, 2012
- Джумая джамия, 2018
- Площадът през нощта, 2012